# 花咲く港
『花咲く港』（はなさくみなと）は、菊田一夫の戯曲。前述の戯曲を原作とし、1943年に公開された木下恵介監督による日本映画が著名である。製作は松竹。木下の監督デビュー作でもあり、天草ロケ40日、浜松ロケ40日、セット撮影20日という大撮影を、翌年には妹婿となる楠田浩之（第1回撮影、以後41本が2人の協力作品）と敢行し、新人映画監督を対象とした山中貞雄賞を（黒澤明の『姿三四郎』と分け合う形で）受賞した。
白黒、スタンダード・サイズ。

## ストーリー
ペテン師2人が繰り広げる珍騒動。

## スタッフ
- 監督：木下惠介
- 原作：菊田一夫
- 脚色：津路嘉郎
- 撮影：楠田浩之
- 音楽：安倍盛
- 編集：杉原よし

## キャスト
- 野長瀬修三：小沢栄太郎
- 勝又留吉：上原謙
- お春：水戸光子
- 野羽玉：笠智衆
- 網元林田：東野英治郎
- 村長：坂本武
- おかの：東山千栄子
- 平湯良二：半沢洋介
- ゆき：村瀬幸子
- せつ代：槇芙佐子
- 袈裟次：河原侃二
- 木村巡査：仲英之助
- 英吉：大坂志郎
- 技師：毛塚守彦
- 小使：島村俊雄
- ゆきの子：井上妙子

## テレビドラマ
映画同様、戯曲を原作としたテレビドラマが、1967年11月23日から同年12月7日にかけて、フジテレビ系列の『シオノギテレビ劇場』で放送された。

### キャスト
- 宝田明
- 西村晃
- 山茶花究
- 水戸光子
- 日高澄子
- 吉田義夫
- 浜田寅彦

| フジテレビ系 シオノギテレビ劇場 | フジテレビ系 シオノギテレビ劇場 | フジテレビ系 シオノギテレビ劇場 |
| 前番組                          | 番組名                          | 次番組                          |
| ------------------------------- | ------------------------------- | ------------------------------- |
| 署名のない風景画                | 花咲く港 （テレビドラマ版）     | 残菊物語                        |